# 1998-as Giro d’Italia
Az 1998-as Giro d’Italia volt a 81. olasz kerékpáros körverseny. Május 16-án kezdődött és június 7-én ért véget. Végső győztes az olasz Marco Pantani lett.

## Végeredmény
|    | Versenyző        | Csapat                 | Idő            |
| -- | ---------------- | ---------------------- | -------------- |
| 1  | Marco Pantani    | Mercatone Uno-Bianchi  | 98 óra 48' 32" |
| 2  | Pavel Tonkov     | Mapei-Bricobi          | 1' 33"         |
| 3  | Giuseppe Guerini | Team Polti             | 6' 51"         |
| 4  | Oskar Camenzind  | Mapei-Bricobi          | 12' 16"        |
| 5  | Daniel Clavero   | Vitalicio Seguros      | 18' 04"        |
| 6  | Gianni Faresin   | Mapei-Bricobi          | 18' 31"        |
| 7  | Paolo Bettini    | Asics-CGA              | 21' 03"        |
| 8  | Daniele de Paoli | Ros Mary - Amica Chips | 21' 35"        |
| 9  | Paolo Savoldelli | Saeco-Cannondale       | 25' 54"        |
| 10 | Serguei Gontchar | Cantina Tollo-Alexia   | 25' 58"        |